# Demarkation (Politik)

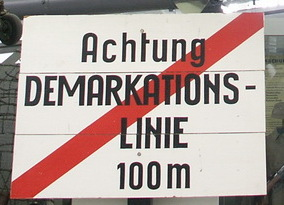
Hinweistafel an der innerdeutschen Grenze

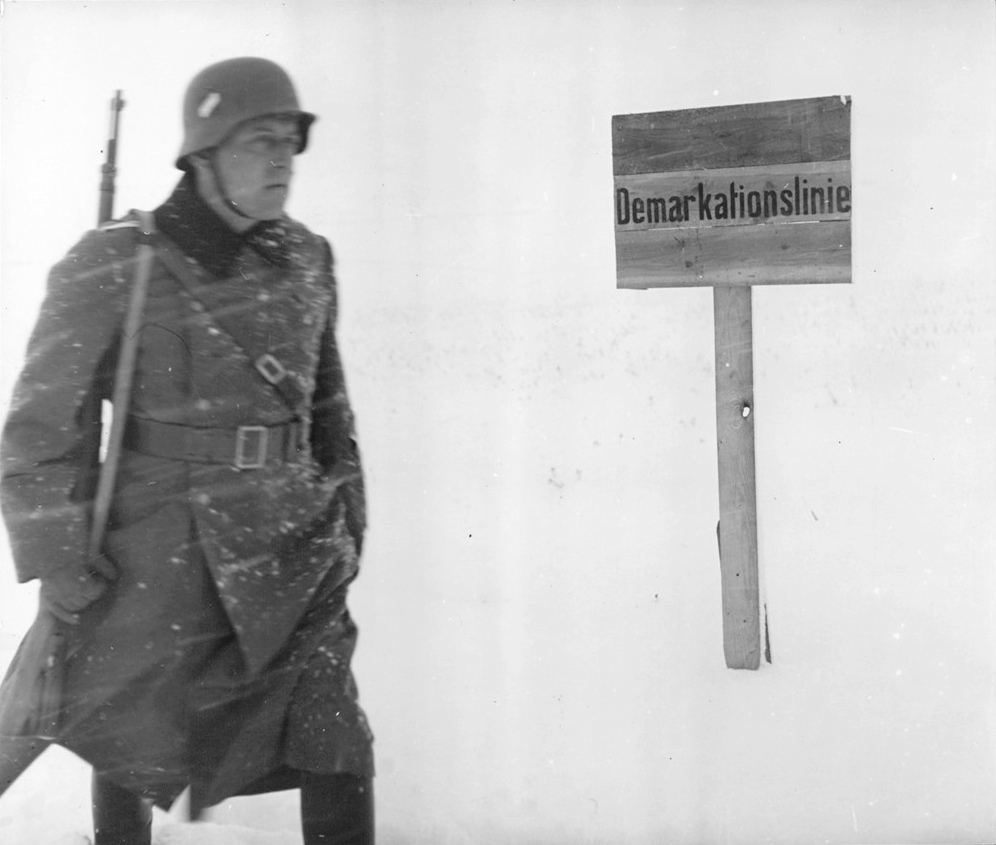
Deutscher Soldat an der deutsch-sowjetischen Demarkationslinie in Polen (Januar 1940)

Als Demarkation (französisch démarcation zu althochdeutsch marcha ‚Mark‘) oder Delimitation wird in der internationalen Politik die Festlegung einer zwischenstaatlichen Trennlinie (Demarkationslinie) nach territorialen Veränderungen oder bei Gebietsstreitigkeiten verstanden, z. B. die Waffenstillstandslinie nach Waffenstillstand oder Waffenruhe. Die Demarkation erfolgt im Regelfall durch völkerrechtliche Vereinbarungen.

## Liste von Demarkationslinien
(unvollständig)

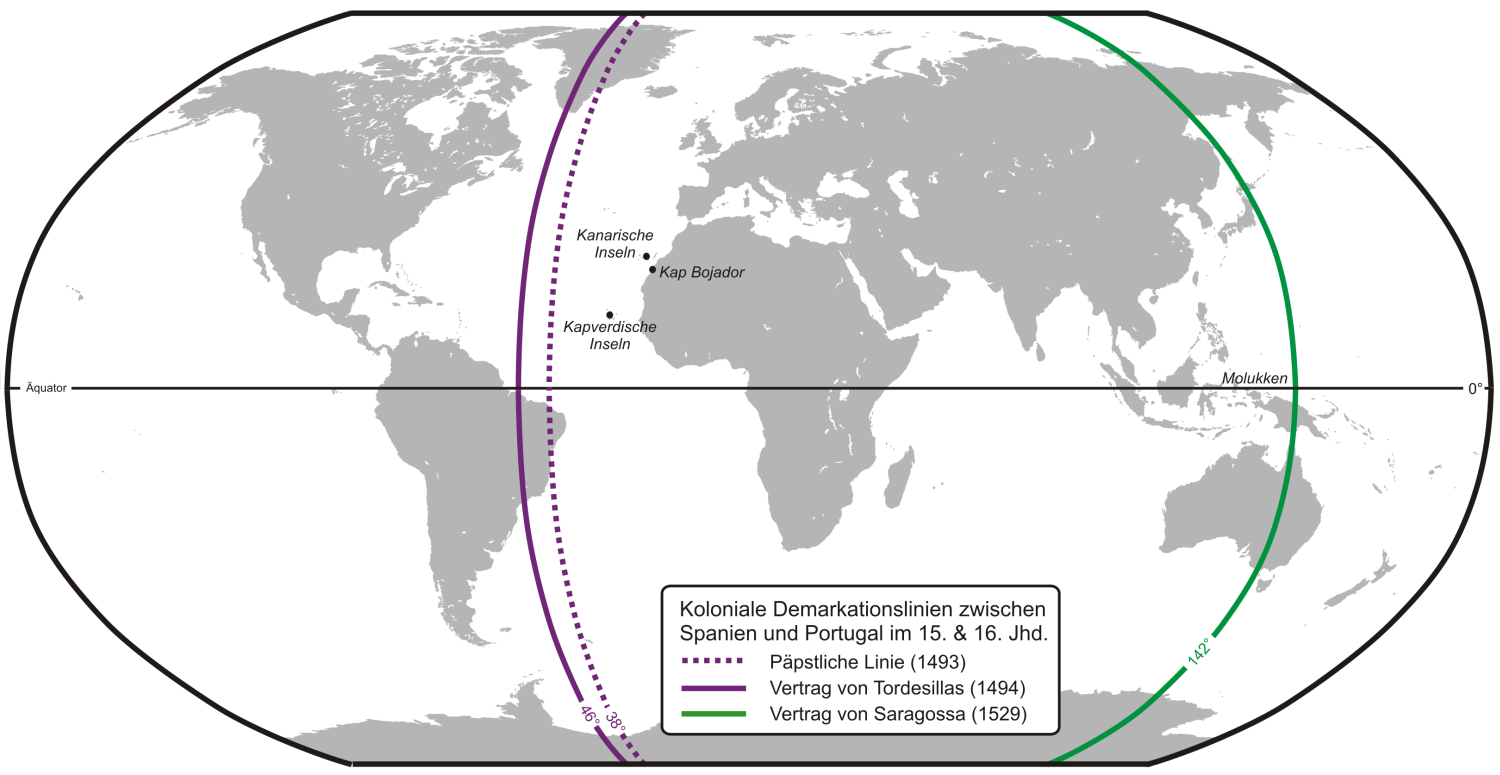
Demarkationslinien nach den spanisch-portugiesischen Vereinbarungen von
1493, 1494 und 1529 (moderne Weltkarte)

- Fränkisch-alamannische Mark (um 500 bis 746), von Chlodwig I. zwischen eroberten Gebieten und dem teilautonomen Rest Alamanniens eingerichtet
- die Aufteilung der Welt durch die Päpstliche Bulle Dudum siquidem von 1493
- die Aufteilung der Welt für die spanische und portugiesische Krone nach dem Vertrag von Tordesillas 1494
- Durand-Linie zwischen Britisch-Indien und dem Emirat Afghanistan 1893
- Innerdeutsche Grenze im früheren Sprachgebrauch der Bundesrepublik Deutschland
- die Grenzen zwischen den alliierten Besatzungszonen in Deutschland von 1945 bis 1949 sowie die Berliner Sektorengrenzen ab 1949, insbesondere die sowjetische bis zum Bau der Berliner Mauer 1961 um West-Berlin
- in Österreich die Demarkationslinien zwischen den einzelnen Besatzungsmächten in der Besatzungszeit im Nachkriegsösterreich von 1945 bis 1955
- die Grüne Linie zwischen Israel und seinen Nachbarn, vereinbart im Waffenstillstandsabkommen von 1949
- die Demarkationslinien zwischen den Bürgerkriegsparteien im Osten und Westen der libanesischen Hauptstadt Beirut von 1975 bis 1990.
- zwischen den von Zypern und Nordzypern kontrollierten Territorien seit 1974
- in Nordost- und Südosteuropa die Demarkationslinien zwischen den Interessensphären Deutschlands und der Sowjetunion entsprechend dem geheimen Zusatzprotokoll zum deutsch-sowjetischen Nichtangriffspakt vom 23. und 24. August 1939 und den drei geheimen Zusatzprotokollen zum Deutsch-Sowjetischen Grenz- und Freundschaftsvertrag vom 28. September 1939.[1]
- in Frankreich die Linie zwischen militärisch besetzter Nordzone und der unbesetzten Südzone (Vichy-Regime) während der deutschen Besatzung zwischen 1940 und 1942

- zwischen Indien und Pakistan (Streit um die Zonen Jammu und Kaschmir)
- zwischen China und Indien (China beansprucht Südtibet, das sich unter Herrschaft Indiens befindet)
- die Demilitarisierte Zone zwischen Südkorea und Nordkorea entlang des 38. Breitengrades zwischen 1945 und 1950
- de-facto Grenze zwischen Kurdistan und dem Zentralirak